# 내슈빌 A-팀
내슈빌 A-팀(The Nashville A-Team)은 테네시주 내슈빌의 세션 음악가 집단을 일컫는 별칭이다. 엘비스 프레슬리, 에디 아놀드, 팻시 클라인, 짐 리브스, 밥 딜런, 문 뮬리칸, 제리 리 루이스, 브렌다 리 같은 대중 가수의 반주를 맡으며 1950년에서 1970년 초까지 두루 명성을 얻었다.
내슈빌 A-팀의 구성원들은 대개 컨트리 음악을 연고로 두고 있지만 아주 다재다능했다. 쳇 앳킨스의 내슈빌 올 스타 음반 《After the Riot at Newport》, 행크 갈런드 음반 《Velvet Guitar》, 투퍼 사우시 음반 《Said I to Shostakovitch》, 카이 윈딩 음반 《Modern Country》, 게리 버튼 음반 《Tennessee Firebird》, 쳇 앳킨스와 레스 폴의 음반 《Chester and Lester》에서는 그들의 재즈 면모를 엿볼 수 있다.
2007년 내슈빌 음악가 명예의 전당 및 박물관에 입성했다.

## 구성원
아래는 특기될 만한 내슈빌 A-팀의 인명이다.
- 베이스: 밥 무어, 어니 뉴튼, 헨리 스체리키, 주니어 허스키, 플로이드 "라이틴" 챈스,[3] 조 오스본
- 드럼: 버디 하먼, 제리 캐리건, 패리스 코시, 래리 런딘, 케이 버트리
- 건반: 플로이드 크래머, 하거스 "피그" 로빈스, 오웬 브래들리, 빌 퍼셀, 스티브 네이션
- 기타: 쳇 앳킨스, 글래디 마틴, 행크 갈런드, 레이 에덴톤, 해롤드 브래들리, 벨마 윌리엄스 스미스, 폴 얀델, 피트 와데, 제리 케네디, 노먼 블레이크, 지미 캡스, 스파이더 윌슨, 프레드 카터 2세, 빌 샌포드, 웨인 모스, 지미 콜바드, 칩 영
- 피들: 토미 잭슨, 조니 짐블, 버디 스피처, 데일 포터, 배서 클레멘트, 브렌턴 뱅크스
- 스틸 기타: 피트 드레이크, 제리 버즈, 버디 에먼스, 랄프 머니, 로이드 그린, 벅 웨스트, 숏 잭슨, 제리 케네디, 모리스 앤더슨, 할 러그, 웨던 마이릭, 리틀 로이 위긴스
- 밴조: 얼 스크러그, 벅 트렌트, 소니 오스본, 바비 톰슨
- 만돌린: 제스로 번스
- 색소폰: 부츠 란돌프
- 하모니카: 찰리 맥코이, 지미 리들
- 하프: 메리 엘리스 호엡핑거
- 반주 가수: 조더네이어스, 아니타 케리 싱어, 하덴 트리오, 내슈빌 에디션

## 같이 보기
- 내슈빌 사운드
- 멤피스 보이스